# あなたと愛のために
「あなたと愛のために」（あなたとあいのために）は、西城秀樹の24枚目のシングル。1978年3月5日にRCAから発売された。

## 解説
前作「ブーツをぬいで朝食を」に続いて、作曲は大野克夫、作詞は東海林良が初めて担当した。
西城は「女言葉だけの曲。今までとはちょっぴりちがった味だったね」と振り返っており、詞的にもメロディー的にも過渡期を迎えた印象のある曲である。
オリコンでは最高位6位（100位内14週）、21.4万枚のセールスとなった。

## 収録曲
（全作詞：東海林良）
1. あなたと愛のために
作曲：大野克夫／編曲：水谷公生
2. 忘れかけた愛をもう一度
作曲・編曲：梅垣達志